# Kenya Pipeline Company
Kenya Pipelines Company är ett statligt företag i Nairobi, Kenya. Företaget grundades 1977 och ansvarar för transport, lagring och leverans av petroleumprodukter.

## Volleyboll
Företaget har ett volleybollag som är ett av Afrikas mest framgångsrika. Laget har vunnit Women's African Club Championship sex gånger.